# Körösvidéki Múzeum
A romániai Körösvidéki Múzeum a Bihar Megyei Tanács alárendeltségébe tartozó közintézmény,  múzeumi komplexum, Románia fontos kulturális intézménye. Szervezetének része maga a szűk értelemben vett Körösvidéki Múzeum (a régészeti, történeti, természettudományi, néprajzi, szépművészeti gyűjteményekkel), a nagyváradi várban elhelyezett Nagyváradi Városi Múzeum, a Iosif Vulcan Emlékmúzeum, az Aurel Lazăr Emlékmúzeum, az Ady Endre Emlékmúzeum, illetve a révi Zichy-barlang.
Az intézmény összességében Románia ötödik legnagyobb (több mint 450 000 darabból álló) gyűjteményének birtokosa.
A múzeum 1971-től az egykori nagyváradi római katolikus püspöki palota épületében kapott elhelyezést. Az épület a 2000-es években visszakerült a katolikus egyház tulajdonába, ezért a múzeumot új helyre, az egykori tisztiiskola épületébe kellett költöztetni.

## Története
1872-ben alakult meg a Bihar vármegyei Régészeti és Történelmi Egylet, amelynek célkitűzései között szerepelt egy bihari múzeum létrehozása. A nagyváradi helyhatóság és mások támogatásának köszönhetően 1896 júniusában nyílt meg Nagyvárad első múzeuma, az id. Rimanóczy Kálmán által kifejezetten erre a célra tervezett és 1895-ben emelt épületben. Az alapgyűjtemény számára kilenc termet alakítottak ki, ezekben régészeti, történelmi és néprajzi tárgyak kaptak helyet. Az intézményi keret ugyanakkor lehetővé tette a gyűjtemény gyarapítását is. 1918-ra a múzeum már 17 640 darabos gyűjteménnyel rendelkezett, amiből 1377 Ipolyi Arnold római katolikus püspök műgyűjteményéből származott.
Trianon után a román hatóságok leltározták a Nagyváradon maradt anyagot, és újraszervezték a múzeumot, elsőbbséget adva a román népművészet bemutatásának. Az átszervezett múzeum 1921-ben nyílt meg, és megjelent az első, román és magyar nyelven szerkesztett múzeumi kiadvány is.
A második világháború után megint újraszervezték a gyűjteményeket és 1960-ra létrejöttek a történeti, a néprajzi, a művészeti és a természettudományi tárak. 1971. január 17-én a nagyváradi római katolikus püspöki palota épületében nyílt meg a Körösvidéki Múzeum.
Ekkor indult meg a váradi múzeum addigi legtermékenyebb időszaka következett. Az intézmény referenciaértékű kulturális és tudományos központtá vált európai szinten is, fontos együttműködéseket alakított ki Románián kívül is, magyarországi, lengyelországi, szlovákiai, svájci, jugoszláviai és más egyetemekkel és kutatóintézetekkel. Az itt dolgozó muzeológusok magas szakmai színvonalon végezték munkájukat, kutatták és feldolgozták a történeti, művészeti, néprajzi és természettudományi tárak, illetve az Ady Endre és a Iosif Vulcan emlékmúzeumok gyűjteményeit.
Az 1971 után itt tevékenykedő muzeológus-nemzedékeknek köszönhető az összesen már 82 számban megjelent Crisia című régészeti és történelmi évkönyv, a Biharea című néprajzi és művészeti évkönyv, illetve a Nymphaea természettudományi évkönyv, több mint 50 szerzői és gyűjteményes kötet. 1996-ban a múzeum keretében jött létre a Körösvidéki Ökomúzeum a Püspökfürdő területén, és a Nyugat-Romániai Falumúzeum, majd a Pece-patak Természetvédelmi Övezet.
1972-ben a múzeum gyűjteménye 25 314 műtárgyból állt, a 2020-as évekre ez a szám 478 735-ra emelkedett, ezek közül 286 738 a régészeti és történeti, 12 919 a művészeti, 20 693 a néprajzi, 143 481 pedig a természettudományi tárhoz tartozik.